# Ralf Palik
Ralf Palik (* 2. September 1990 in Erlabrunn) ist ein ehemaliger deutscher Rennrodler.
Der Sportsoldat Palik betrieb das Rennrodeln seit 2002. Er startete für den Verein WSC Erzgebirge Oberwiesenthal. Bei den deutschen Meisterschaften 2010 und 2011 belegte er jeweils den sechsten Rang, 2012 verbesserte er sich auf den fünften Platz. Im Januar 2011 debütierte er auf seiner Heimbahn in Altenberg, wo er auf Anhieb Sechster wurde, im Rennrodel-Weltcup. Seit dem Winter 2011/2012 nahm Palik regelmäßig an Weltcup-Rennen teil. Mit dem zweiten Platz auf der Bahn in Winterberg gelang ihm am 21. Januar 2012 erstmals eine Podiumsplatzierung. Seinen ersten Weltcup-Sieg konnte er am 9. Februar 2013 mit der Team-Staffel in Lake Placid erringen.
Seine beste Platzierung im Gesamt-Weltcup war der vierte Rang in der Saison 2015/16. In diesem Winter gewann er auch bei den Weltmeisterschaften 2016 die Silbermedaille und im Sprint-Wettbewerb die Bronzemedaille.
Palik war Sportsoldat der Bundeswehr-Sportfördergruppe im sächsischen Frankenberg. Im November 2018 erklärte er seinen Rücktritt.

## Erfolge

### Weltcupsiege
Teamstaffel
| Nr. | Datum        | Ort         | Bahn                                  |
| --- | ------------ | ----------- | ------------------------------------- |
| 1.  | 9. Feb. 2013 | Lake Placid | Olympia-Bobbahn Lake Placid           |
| 2.  | 6. Jan. 2017 | Königssee   | Kombinierte Kunsteisbahn am Königssee |